# あゝ海軍
『あゝ海軍』（ああかいぐん）は、1969年7月12日に公開された、村山三男監督の戦争映画。主演は中村吉右衛門。本来は市川雷蔵が主演を務めるはずであり、撮影に向けたディスカッションもされていたが、市川が入院したことで撮影が開始出来ず、やむなく中村吉右衛門を代役に立てた。
海軍兵学校に入学した若者が、逞しく海軍士官に育つ有様をタテ糸に、太平洋戦争の悲惨な様相をヨコ糸に昭和9年（1934年）から太平洋戦争末期までの約10年間を描く。

## キャスト
- 中村吉右衛門 : 平田一郎
- 宇津井健 :岡野大尉
- 本郷功次郎 : 荒木中尉
- 峰岸隆之介 : 本多勇
- 村瀬幸子 : 房代
- 梓英子 : とし子
- 水木正子 : のぶ代
- 藤巻潤 : 前川大尉
- 島田正吾 : 山本長官
- 中条静夫 : 参謀
- 平泉征 : 森下伍長
- 早川雄三 : 配属将校
- 北龍二 : 学学長
- 川口浩 : 小西中尉
- 菅原謙次 : 司令
- 吉田豊明 : 片山
- 関幸四郎 : 田村
- 内田朝雄 : 右翼の男
- 北城寿太郎 : 右翼の男
- 北原義郎 : 右翼の男
- 千波丈太郎 : 右翼の男
- 浜田ゆう子 : 芸者
- 村上不二夫 : 憲兵
- 蛍雪太朗 : 牛太郎
- 笠原玲子 : 娼婦
- 酒井修 : 小松整備兵
- 伊東光一 : 宇垣参謀長
- 仲村隆 : 暗号係
- 小山内淳 : 将校Ａ
- 橋本力 : 将校Ｂ
- 稲妻竜二 : 吉武
- 土井武 : 工藤
- 中村吉三 : 戸倉
- 長谷川明男 : 佐川
- 石山律 : 矢野
- 浦辺粂子 : 山下兵曹の母きよ
- 露口茂 : 山下兵曹
- 成田三樹夫 : 梅本少尉
- 森雅之 : 井口少将

## スタッフ
- 製作 : 永田雅一
- 企画 : 原田光夫
- 脚本：菊島隆三、石松愛弘
- 撮影：上原明
- 録音：飛田喜美雄
- 照明：久保江平八
- 美術：髙橋康一
- 音楽：大森盛太郎
- 編集：鈴木東陽
- 助監督：菅野恒三
- 製作主任：沼田芳造
- 現像：東京現像所
- 特殊撮影
  - 監督 : 湯浅憲明
  - 撮影：藤井和文
  - 美術：井上章
  - 照明：熊木直生
  - 合成：金子友三
  - 操演：関谷治雄
  - 助監督：阿部志馬
  - 製作主任：川村清
- 監督：村山三男

## 製作
製作費2億5000万円。

### 撮影
1969年5月22日から5月30日まで、スタッフ一同と、中村吉右衛門、宇津井健、森雅之 、長谷川明男ら俳優が参加し、総勢100人で現地入りし、広島県安芸郡江田島町（現江田島市）の旧海軍兵学校（海上自衛隊幹部候補生学校、海上自衛隊第1術科学校）とその周辺で、ロケが行われた。当地は旧大日本帝国海軍の聖地。戦後は25年が経過していたが、海軍兵学校は戦時の建物がそのまま残っていた。島に数軒ある旅館は大映のロケ隊に占拠された。若い役者が軍服を着て町を歩いたため、住民は懐かしそうにそれを眺めた。海上自衛隊がロケに全面協力。自衛隊の生徒500人が自由時間と休暇を利用してエキストラとして撮影に参加してくれた。役者は全員頭にバリカンを入れ、坊主頭で撮影に参加した。江田島ロケは映画全体の4分の1を占めるため、早朝から日没まで精力的に撮影が行われた。監督の村山三男は元大日本帝国陸軍の軍人。10年前の『あゝ江田島』以来の江田島ロケで勝手知ったるところ。"中隊長"の異名を持ち、エネルギッシュに号令をかけ、撮影を急ピッチで進めた。兵学校の卒業式シーンの撮影は、幹部候補生学校の大講堂を借りて、海上シーンの撮影は海上自衛隊からカッターを借りて兵学校の訓練シーンの撮影を行った。兵学校内での撮影はムードを盛り上げるため「軍艦マーチ」を流した。主演の中村吉右衛門は永田雅一大映社長からたっての頼みに感激し、現代劇に初出演した。

## 併映作品
- 『与太郎戦記』: 弓削太郎監督作